# RSS (protokol)
RSS je družina datotečnih oblik XML za spletno zlaganje (angl. web syndication), ki ga uporabljajo spletne strani, ki nudijo novice, ter tako imenovani spletni dnevniki (angl. weblog).
Okrajšava se uporablja za standarde:
- Rich Site Summary (RSS 0.9x; slo: Zgoščeni povzetek strani)
- RDF Site Summary (RSS 0.9 in 1.0; slo: Povzetek strani po standardem okviru za opis virov)
- Really Simple Syndication (RSS 2.x; slo: Zares preprosto zlaganje)

## Uporaba
RSS se uporablja za nudenje enot, ki vsebujejo kratke opise spletnih vsebin skupaj s povezavo na celotno različico. Te informacije se podajajo v obliki XML kot datoteka, ki jo imenujemo RSS-vir (angl. RSS feed), RSS-tok (angl. RSS stream), oziroma RSS-kanal (angl. RSS channel). Oranžen pravokotnik z napisom XML () ali RSS se pogosto uporablja kot povezava na prej omenjeno datoteko.
V letih 2004 in 2005 se je uporaba RSS-ja razširila med številne glavne časopisne hiše, vključno z Reuters, Associated Press in slovensko RTV Slovenija, potem ko je bila mnogo let v uporabi pri spletnih dnevnikih, tehničnih publikacijah in drugih virih, ki se navadno hitreje odzovejo na tehnološke novosti. Prva spletna stran s splošnimi novicami, ki je začela z uporabo RSS-tehnologije, je bila Variety junija 2002. Pod raznličnimi pogoji uporabe ponudniki sedaj nudijo drugim spletnim stranem možnost, da v svojo vsebino vgradijo njihov RSS-vir.
Tehnologija RSS se v splošnem uporablja v spletnih dnevniških skupnostih za lažjo izmenjavo informacij o tem, kaj je novega oziroma kaj se nahaja na sosednjih dnevnikih. Skozi tehnologijo RSS se tam izmenjuje vse od besedila pa do vseh raznovrstnih multimedijskih virov (na primer: Podcasting (skovanka, ki se nanaša na Applov iPod in prenos oz. izmenjavo glasbenih datotek), Broadcasting (slo: Oddajanje) in MP3-dnevnik).
Program, ki ga imenujemo bralec virov (angl. feed reader) ali agregator, pomaga uporabniku poenostaviti dostop do številnih RSS-virov, tako da jim daje poenoten vmesnik ter samodejno prenaša najnovejše vsebine izbranih RSS-virov. To je idealen nadomestek za pogosto obiskovanje najljubših spletnih strani v lovu za novicami ali na primer obveščanje o le-teh preko elektronske pošte. Dandanes običajno dobimo RSS vire na večini večjih spletnih strani, prav tako pa tudi na številnih manjših.
Ti programi so navadno oblikovani kot dodatek spletnemu brskalniku ali programu za elektronsko pošto, obstajajo pa tudi samostojni programi. Tudi nekateri programi za druge namene imajo sedaj vgrajeno podporo za branje RSS virov.
Spletne različice bralcev virov ne potrebujejo pri uporabniku nobenega nameščanja in so direktno uporabne vsem, ki imajo dostop do svetovnega spleta. Primer spletnega bralca virov RSS je stran sloRSS, zelo lično pa si je možno urediti tudi Googlovo osebno stran.
Nekateri agregatorji omogočajo tudi združevanje različnih virov RSS, tako da je z njimi mogoče posamezne vire RSS o različnih športih iz različnih spletnih strani združiti v en sam vir RSS o športu.

## Zgodovina
Izvorna različica RSS je bila 0.9, ki jo je zasnovala Netscape Communications Corporation za uporabo v njihovem portalu »My Netscape«. Izvorno je temeljila na standardu RDF (Resource Description Framework; slo: Okvir za opis virov). Ampak glede na RSS timeline Arhivirano 2005-04-25 na Wayback Machine., so se Netscapeovi menedžerji odločili, da ga poenostavijo. Ta poenostavljena različica se je preimenovala v Rich Site Summary (slo: Zgoščen povzetek strani). Ta standard je Netscape kasneje razširil, tako da je lahko vseboval možnosti prisotne v Scripting News XML obliki (slo: oblika XML za novičarske skripte), ki ga je zasnoval Dave Winer z UserLand Software.
V letu 2000 se je razvoj tehnologije RSS razdelil:
1. Skupina razvijalcev v skupini RSS-dev Arhivirano 2005-11-17 na Wayback Machine. je objavila RSS 1.0, ki je temeljil na RSS 0.9 in je koristil standarde konzorcija W3C ter označb RDF in XML. RSS 1.0 je bil mišljen kot fiksni standard, ki bi se ga dalo naknadno nadgrajevati skozi module, ki bi jih vključili v datoteko samo. Kot taki lahko RSS viri sodelujejo v projektu Semantic Web (slo: pomenska mreža; gre za projekt ki se je gradil v pojmu blage umetne inteligence in je omogočal programom, da so samodejno izsledili vse potrebne podatke za interpretacijo določenega vira, v praksi gre za svetovno mrežo baz podatkov z na drug-drugega navezujočo se XML-vsebino).

1. Dave Winer je objavil RSS 0.92, ki je raztegnil RSS 0.91 z novimi elementi, za tiste ki so menili, da so označbe XML in RDF dodajale nepotrebno kompleksnost. Winer je promoviral to obliko številnim organizacijam, vključno z The New York Times ter poudarjal ime Really Simple Syndication (slo: Zares Preprosto Zlaganje) kot pomen kratice RSS. Najnovejša različica (jesen 2002) je RSS 2.0.1, ki je podobna RSS 1.0 v tem, da je mišljena kot fiksni standard, ki pa se bi ga razširjalo skozi module, ki bi bili opisani v svojih datotekah. Podrobnosti se nahajajo v standardovih specifikacijah, ki so objavljene z licenco Creative Commons na Harvard's Berkman Center for the Internet & Society. Winer in UserLand Software sta podelila lastništvo specifikacije Berkmanovemu Centru v letu 2003 in imenovala advisory board, iz katere je Winer naknadno odstopil.

## Nekompatibilnosti
Ime RSS se nanaša na oblike v številnih različicah, za katere nekateri pravijo, da so nekompatibilne. Drugi spet se s to trditvijo ne strinjajo, kar argumentirajo s tem, da je osnovna struktura RSS pač XML in tako je kompatibilnost enostavno doseči z uporabo standarda XSLT (gre za standard ki se ga uporablja pri XML bazah podatkov za samodejno prevajanje med posameznimi izbranimi nabori oznak), ki naj bi ga agregator vsekakor uporabil za prikaz vira RSS uporabniku. Razvijalci različnih agregatorjev pa so zapletli situacijo z implementacijo podpore za različne izvedbe RSS.
Dodatne nekompatibilnosti so se pojavile, ko so ponudniki virov RSS začeli vstavljati kodo HTML kodo v opise enot RSS. Nekateri izmed teh so dodani kot odseki CDATA, nekateri pa kot PCDATA z oznakami HTML. Različni viri RSS tudi pogosto uporabljajo različne oblike za označevanje časa in datuma enot RSS. Številni avtorji virov RSS so si raztegnili standarde tudi do te mere, da so vanj vključevali posebne možnosti, ki jih podpira le omejeno število agregatorjev. Tako velja omeniti, da taki viri pogosto niti ne ustrezajo standardom pravilno oblikovanega XML, kaj šele uradnega standarda RSS.
Zaradi vseh teh nekompatibilnosti je bil narejen sestrski standard Atom, vendar nekateri menijo da dodatek še enega novega standarda stvari kvečjemu še bolj zaplete.